# Муравьёва, Марфа Николаевна
Ма́рфа Никола́евна Муравьёва (1838—1879) — российская балерина.

## Биография
Марфа Муравьёва родилась 29 июня (11 июля) 1838 года в семье вольноотпущенного крепостного в Москве. Училась же в Петербурге, в Санкт-Петербургском театральном училище, куда поступила в возрасте шести лет. Занималась в классах у Фредерика, Э. Гюге и М. И. Петипа. Среди её преподавателей также была Дарья Лопухина. Её исключительные танцевальные способности проявились рано, и будучи ещё ученицей, она выходила на сцену в ответственных танцевальных детских партиях: в 1848 году десятилетней девочкой Муравьева танцевала партию амура в балете Ж. Перро «Мечта художника» на музыку Пуни и Орсиньи, а чуть позже в балете А. Сен-Леона «Мраморная красавица». Постепенно репертуар юной танцовщицы усложнялся.
В 1858 году она закончила учёбу и была зачислена в состав петербургской балетной труппы на амплуа первой танцовщицы, Петербургская дирекция Императорских театров с самого начала выдвинула её на место ведущей балерины. К этому времени за её плечами было уже несколько балетных партий. После выпуска в 1858 году она вместе с московской выпускницей Прасковьей Лебедевой была отправлена за границу для поправки расшатанного частыми выступлениями здоровья. Возвратившись в Россию, Марфа Муравьева прочно заняла место ведущей танцовщицы петербургской балетной труппы.
Вместе с тем она довольно часто выступала в Москве. Первый её спектакль в московском Большом театре состоялся в 1860 году и сопровождался большим успехом. Однако критика, оценив простоту и свободу её танца, одновременно отметила и её слабые актёрские данные. В 1860—1862 годах она служила в Большом театре в Москве, затем вновь в Петербурге (до 1865).
Приезды Муравьёвой в московский Большой театр  были частыми, но, как правило, она выступала в отсутствие ведущей московской танцовщицы Прасковьи Лебедевой. Творчество этих двух талантливых балерин-ровесниц тесно соприкасалось. Муравьёвой часто не хватало актёрского мастерства, поэтому ей трудно было соперничать с Лебедевой, обладавшей незаурядными актёрскими данными. Критик Ю. А. Бахрушин отмечал: «Наезды Муравьёвой в Москву обычно происходили тогда, когда ведущая московская танцовщица Лебедева уезжала на гастроли в Петербург».
На Петербургской сцене Марфа Муравьёва была счастливой соперницей Петипа-Суровщиковой (первая жена прославленного балетмейстера М. И. Петипа): творчество этих прекрасных балерин разделили балетную публику Петербурга на два враждующих лагеря: одни симпатизировали Муравьёвой, другие предел танцевального совершенства видели в Суровщиковой, о чём подробно рассказывается в балетных хрониках.
В 1862 году Марфа Муравьёва после закрытого просмотра выступала на гастролях в Париже в «Гранд-Опера», где по желанию дирекции она танцевала в балете «Жизель». Её выступления прошли столь успешно, что после этого она ещё дважды гастролировала в Париже: в 1863 и 1864 годах. В 1863 году в балете «Жизель» (эта роль считалась лучшей в её репертуаре), в 1864 году — в «Немеи» («Фиаметта»).
Возвратившись в 1864 году из Франции в Петербург, она исполнила роль Царь-девицы (первая исполнительница) в балете «Конёк-горбунок» композитора Ц. Пуни в постановке А. Сен-Леона. Это была её последняя роль. Спустя несколько месяцев после первого представления балета она вынуждена была уйти из театра. 
Балерина танцевала всего семь лет. В 27 лет она вышла замуж за предводителя дворянства Санкт-Петербургского уезда господина Зейфарта и оставила сцену. 
Марфа Николаевна Муравьёва умерла от чахотки  в Санкт-Петербурге 15 (27) апреля 1879 года. Похоронена на Новодевичьем кладбище.

## Репертуар
- 1857 — Пери, «Пери», хореография Жана Коралли
- 1858 — Фатьма, «Мраморная красавица» Цезаря Пуни, хореография Жюля Перро
- 1859 — Наяда, «Наяда и рыбак» Цезаря Пуни, хореография Жюля Перро
- 1860 — «Сальтарелло, или Страсть к танцам», хореография Артура Сен-Леона
- 1862 —  «Метеора, или Долина звёзд» Пинто и Цезаря Пуни, хореография Артура Сен-Леона
- 1862 — Жизель, «Жизель» Адольфа Адана, хореография Жюля Перро и Жана Коралли
- 1862 — Теолинда*, «Сирота Теолинда, или Дух долины» Цезаря Пуни, в бенефис Марфы Муравьевой
- 1863 — «Севильская жемчужина», хореография Артура Сен-Леона
- 1864 — «Пакеретта», хореография Артура Сен-Леона
- 1864 — Фиаметта*, «Фиаметта, или Торжество любви» Людвига Минкуса, хореография Артура Сен-Леона
- 3 декабря 1864 — Царь-девица*, «Конёк-Горбунок» Цезаря Пуни, хореография Артура Сен-Леона
- Сатанилла, «Сатанилла» Наполеона Ребера и Франсуа Бенуа, хореография Жозефа Мазилье

(*) — первая исполнительница партий:

## Критика о творчестве балерины
Ю. А. Бахрушин в книге «История русского балета» (М., Сов. Россия, 1965, 249 с.): "Муравьёва была одной из крупнейших русских лирических танцовщиц. Танец её не был воздушным, она не делала ни больших затяжных прыжков, ни парящих полётов в воздухе, но была необыкновенно легка и все время как бы еле касалась пола. Техника Муравьевой была доведена для своего времени до предела совершенства. Знаменитый итальянский балетмейстер и педагог Карло Блазис чрезвычайно образно писал, что «из-под ног её во время танцев сыплются алмазные искры» и что её «быстрые и беспрестанно изменяющиеся pas невольно сравниваешь с нитью пересыпающегося жемчуга». Слабая выносливость не позволяла ей исполнять большие балеты. Партия Царь-Девицы, не требовавшая ни особой выносливости, ни сложной актёрской игры, как нельзя лучше подходила Муравьёвой.
"Это была одна из лучших русских лирических танцовщиц. Её танец с первых выступлений отличался совершенством линий, музыкальностью, выразительностью движений. Особенно мелкие движения и пальцевая техника вызывали восторг зрителей.
«Искусство М. отличали высокая техника, воздушность, гармоничное совершенство линий, тонкая музыкальность, лиризм».
«М. виртуозно владела техникой мелких, быстрых движений на пальцах (terre a terre), сохраняя воздушность и мягкость танца. Искусство М. отличали поэтич. образность, тонкая музыкальность и выразительность пластики. Умела создавать глубокие, значит. образы даже в посредств. балетах».
«… известная балерина, восхищавшая в 1860-х гг. СПб. и московскую публику своей легкостью и грацией. Исполнение некоторых из её па едва ли было доступно тогдашним европейским балеринам, не говоря уже о русских».